# Klaus-Rainer Jackisch
Klaus-Rainer Jackisch (* 1964 in Bremen) ist ein deutscher Journalist.

## Leben
Jackisch studierte Volkswirtschaftslehre und Politik an der Universität zu Köln und der London School of Economics and Political Science (LSE). Er erwarb seinen Master of Science im Jahr 1992, seine Promotion (Ph.D.) folgte 1995.
Seine journalistische Tätigkeit durchlebte er zunächst bei Zeitungen in Ibbenbüren, Bielefeld, Köln und Tübingen. Bereits früh interessierten ihn wirtschaftspolitische Themen. Es folgten Beschäftigungen bei der dpa in London, Reuters in Bonn und der Frankfurter Rundschau. Anschließend arbeitete Jackisch für den Hessischen Rundfunk.
Von 1991 bis 1995 lebte Jackisch als freier Korrespondent in London. Es folgte eine neuerliche Tätigkeit für den hr.
Seit 1999 arbeitet Jackisch als WDR-Moderator und Börsenredakteur. Seit 2001 ist er als Inlandskorrespondent für Tagesschau und Tagesthemen tätig. Er befasst sich schwerpunktmäßig mit volkswirtschaftlichen Fragestellungen.